# Anton Sminck van Pitloo

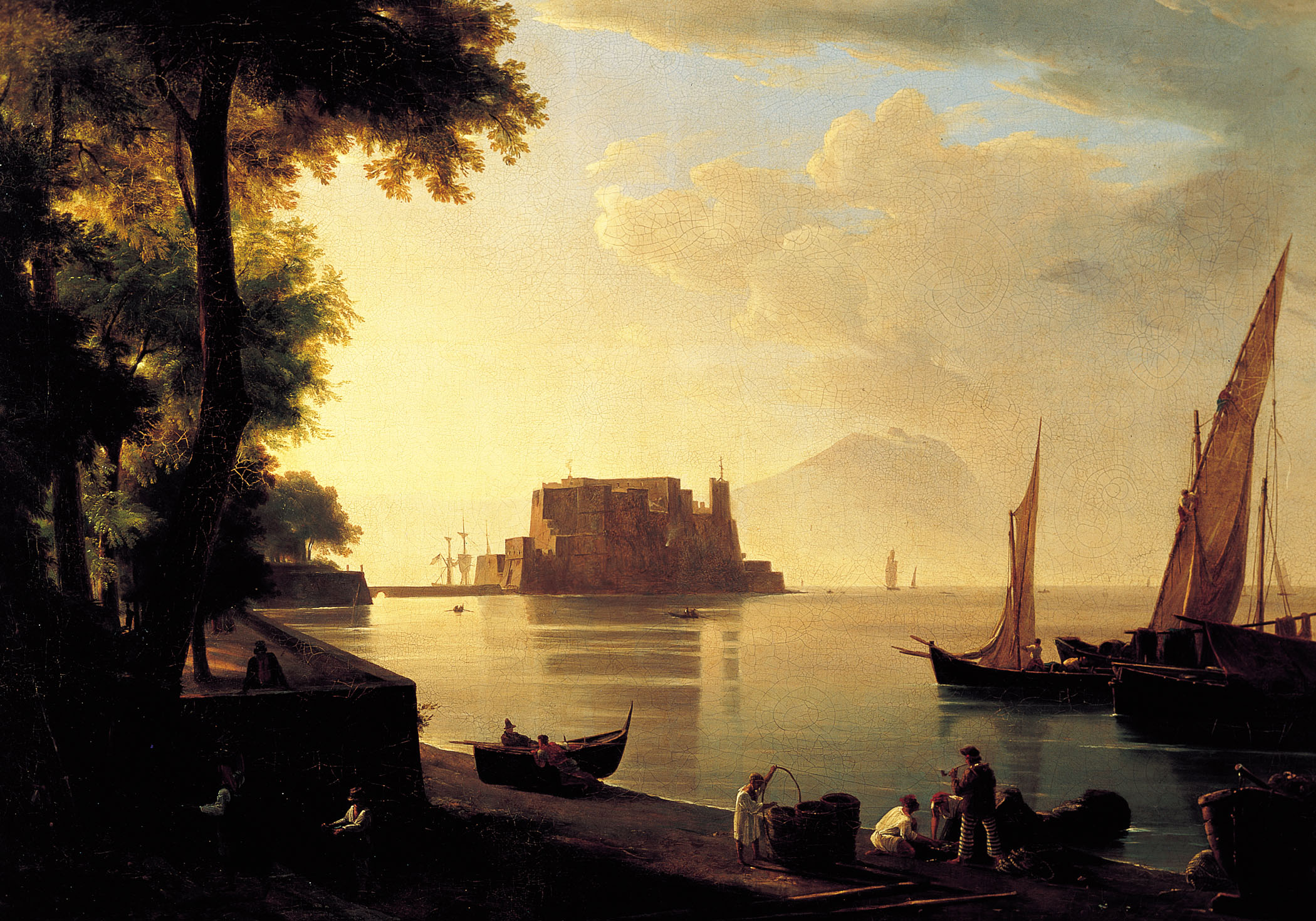
Castel dell'Ovo desde la playa

Anton Sminck van Pitloo (Arnhem, 8 de mayo de 1790-Nápoles, 22 de junio de 1837) fue un pintor neerlandés establecido en Italia. 

## Biografía
Estudió en París con Jean-Victor Bertin (1812-1816). En Roma trabajó con el pintor paisajista Teerlinck, quien le indujo a abandonar el neoclasicismo y a elaborar una visión más naturalista del paisaje. En 1815 se estableció en Nápoles, donde entró en contacto con algunos paisajistas extranjeros residentes en esa ciudad, como Camille Corot y Johan Christian Dahl. Recibió también la influencia del pintor inglés Joseph Mallord William Turner, por el que se adentró en el paisajismo romántico.
Fue profesor de pintura en la Accademia Partenopea de Nápoles. Su presencia fue primordial para la modernización de la pintura en esa ciudad y sentó las bases para la formación de una escuela regional conocida como Escuela de Posillipo.
Pitloo murió de cólera. La mayor parte de su producción pictórica se halla en el Museo Correale de Sorrento y tiene también obras en el Museo de Capodimonte.